# Purim Rattanaruangwattana
Purim Rattanaruangwattana (ปุริม รัตนเรืองวัฒนา), noto anche con lo pseudonimo di Pleum (ปลื้ม) (Provincia di Chiang Mai, 21 maggio 1997), è un attore e cantante thailandese, conosciuto in particolare per il ruolo di Mon in Grean Fictions e Grean House - The Series.
È stato anche un membro del gruppo musicale Sleeprunway.

## Filmografia

### Cinema
- Grean Fictions, regia di Chookiat Sakveerakul (2013)
- Siam Square, regia di Pairach Khumwan (2017)

### Televisione
- Carabao - The Series - serie TV (2013)
- Rak jing ping ker - serie TV, 1 episodio (2014)
- Grean House - The Series - serie TV, 13 episodi (2014-2015)
- Fly to Fin - serie TV,  12 episodi (2015)
- Wifi Society - serie TV, 1 episodio (2015)
- Love Songs Love Stories - serie TV, 2 episodi (2016)
- Love Songs Love Series - serie TV (2016)
- Love Songs Love Series To Be Continued - Kob koon tee ruk gun - serie TV (2016)
- Slam Dance - Thum fan sanan flo - serie TV, 13 episodi (2017)
- My Dear Loser - Rak mai aothan - serie TV, 10 episodi (2017)
- Please... sieng riek winyarn - serie TV (2017)
- Kiss Me Again - Chup hai dai tha nai nae ching - serie TV (2018)
- Happy Birthday - serie TV, in produzione (2018)
- Our Skyy - Yak hen thong fah pen yang wan nan - miniserie TV, 1 episodio (2018)
- One Night Steal - serie TV (2019)
- Angel Beside Me - serie TV (2020)
- Friend Zone 2: Dangerous Area - serie TV (2020)
- Devil Sister - serie TV (2021)

## Discografia

### Singoli
- 2016 - Bon Faa (con artisti vari)
- 2017 - Yah Tum Rai

#### Sleeprunway
- 2015 - Praum Siang
- 2015 - Yung Tun Mai
- 2015 - Phuea Thoe Cha Rusuek
- 2015 - Fun Kaung Rao